# Nikolai Walerjewitsch Durow
Nikolai Walerjewitsch Durow (russisch Никола́й Вале́рьевич Ду́ров, englische Transkription Nikolai Valeryevich Durov; * 21. November 1980 in Leningrad) ist ein russischer Mathematiker und Programmierer.

## Leben
Er ist der Bruder von Pawel Walerjewitsch Durow und war an der Entwicklung und Gründung von Vk.com und Telegram Messenger beteiligt. Er war bis 2013 einer der leitenden Programmierer bei Vk.com und er war wesentlich an der Entwicklung von Telegram beteiligt (Verschlüsselungssystem MTProto, Telegram Open Network TON). Sein Entwurf für TON bezeichnet dies als Blockchain-Projekt der 5. Generation und benutzt auch fortgeschrittene Methoden aus der mathematischen Logik (Typentheorie).
Durow gewann Goldmedaillen auf den Internationalen Mathematikolympiaden 1996, 1997 und 1998. Außerdem gewann er drei Silber- und eine Goldmedaille bei den Internationalen Informatikolympiaden (1995, 1996, 1997 und 1998). Er studierte an der Staatlichen Universität Sankt Petersburg, an der er 2005 bei Sergei Wostokow in Mathematik promoviert wurde (Method of computation of the Galois group of a polynomial with rational coefficients). Danach promovierte er ein zweites Mal 2007 bei Gerd Faltings an der Universität Bonn (New approach to Arakelov geometry). Er forscht am Steklow-Institut in Sankt Petersburg. 
Als Student war er Teil eines Teams, das 2000 und 2001 für die Universität Sankt Petersburg den ACM Int. Collegiate Programming Contest gewann.
Er entwickelte einen neuen algebraischen Zugang zur Arakelow-Geometrie (ursprünglich von Suren Jurjewitsch Arakelow) als Verallgemeinerung der Theorie klassischer Ringe und Schemata, in dem von ihm neben Arakelow-Geometrie auch Versionen tropischer Geometrie und der Geometrie über dem Körper mit einem Element {\displaystyle F_{1}} entwickelt wurden.
In seiner Dissertation in Sankt Petersburg entwickelte er eine neue Methode der algorithmischen Bestimmung der Galoisgruppe von Gleichungen.
Er befasst sich auch mit Liealgebren und führte eine Verallgemeinerung von Operaden ein, von ihm Vektoid genannt.
Durow lebt in Sankt Petersburg.